# Laodice di Cappadocia
Laodice (in greco antico: Λαοδίκη?, Laodíkē; fl. II secolo a.C.), chiamata nella storiografia moderna Laodice di Cappadocia, è stata una principessa pontica, divenuta per matrimonio regina di Cappadocia.

## Biografia

### Origini familiari
Laodice fu la prima dei figli di Mitridate V del Ponto e sua moglie Laodice VI. Altro frutto di questa unione, e quindi fratello di Laodice, fu il successivo re Mitridate VI.

### Regina di Cappadocia
Attorno al 130 a.C., Nisa, sorella di Mitridate V, vedova di Ariarate V di Cappadocia e reggente a nome del figlio Ariarate VI, morì nel corso di alcuni tumulti. A questo punto, probabilmente per stornare una possibile invasione pontica della Cappadocia, Ariarate accettò un matrimonio combinato con Laodice: grazie a questa unione, le relazioni tra Ponto e Cappadocia si ripresero. La coppia ebbe due figli, i successivi Ariarate VII e VIII.
Attorno al 111 a.C., Mitridate VI raggiunse la maggiore età e quindi ottenne il trono del Ponto. Poco dopo organizzò l'assassinio di Ariarate VI per mano di un suo amico, Gordio, notabile presso la corte cappadoce. Subito Laodice assunse la reggenza a nome del figlio minorenne Ariarate VII.

### Regina di Bitinia
Per evitare che i suoi figli subissero la stessa sorte del padre, Laodice cercò ed ottenne la protezione di Nicomede III di Bitinia, che si impegnò a proteggere lei e i suoi figli. Mitridate però riuscì a scacciare Nicomede dalla Cappadocia, quindi convocò una conferenza di pace cui invitò Ariate VII, in realtà assassinandolo (ca. 101 o 100 a.C.) e installando come nuovo re di Cappadocia un proprio figlio minorenne, che prese anch'egli il nome di Ariarate, il IX, sotto la tutela di Gordio. I cappadoci però si ribellarono ai pontici e richiamarono Ariarate VIII, il quale però regnò solo quattro anni, morendo di malattia (96 a.C.)
A questo punto, Laodice sostenne il tentativo di Nicomede di attuare un'unione tra Bitinia e Cappadocia, cui avrebbero probabilmente assentito anche i romani, in chiave anti-Mitridate. Per raggiungere questo scopo, Laodice si recò di persona a Roma per testimoniare a favore di un impostore, sostenendo che questi fosse un suo terzo figlio avuto da Ariarate VI. Tuttavia anche Mitridate inviò Gordio a perorare la causa di Ariarate IX, sostenendo che quest'ultimo fosse un discendente di Ariarate V.
Intuendo le rispettive menzogne, il Senato rifiutò le proposte di entrambe le parti e promosse l'ascesa di un terzo candidato, Ariobarzane I.

## Nella cultura successiva
Giovanni Boccaccio la ricorda nel suo De mulieribus claris, alternativamente come Beronice o Laodice, anche se la figura tratteggiata da Boccaccio corrisponde solo in parte alla realtà storica.
Nel suo racconto Laodice, dopo l'uccisione di suo marito Ariarate da parte di Gordio sicario di Mitridate, viene privata anche dei due figli, anch'essi fatti assassinare da tal Ceneo per volere di Mitridate. A questo punto Beronice imbracciò le armi, salì sul carro e andò a uccidere Ceneo nel bel mezzo della battaglia.